# Lijst van rijksmonumenten in de Westerstraat (Amsterdam)
Een overzicht van de 23 rijksmonumenten in de Westerstraat in Amsterdam.
| Object | Oorspronkelijke functie? | Bouwjaar                       | Architect  | Locatie             | Coördinaten?                  | Nr.?  | Afbeelding        |
| --- | ------------------------ | ------------------------------ | ---------- | ------------------- | ----------------------------- | ----- | ----------------- |
| Huis net latere gevel onder klokvormige top met rollagen en gebogen stenen afdekking                                                  | Gebouw                   | 17e eeuw (kern)                |            | Westerstraat 73     | 52° 22' 43" NB, 4° 53' 5" OL  | 6318  | Meer afbeeldingen |
| Pand met halsgevel | Gebouw                   | tweede kwart 18e eeuw          |            | Westerstraat 139    | 52° 22' 41" NB, 4° 52' 58" OL | 6319  | Meer afbeeldingen |
| Huis met latere gevel onder rechte lijst waarop een dakvoorschot                                                                      | Gebouw                   | waarschijnlijk 17e eeuw (kern) |            | Westerstraat 141    | 52° 22' 41" NB, 4° 52' 58" OL | 6320  | Meer afbeeldingen |
| Huis, vanwege de zandstenen afdekkingen van de klokvormige geveltop                                                                   | Gebouw                   | derde kwart 18e eeuw           |            | Westerstraat 143    | 52° 22' 41" NB, 4° 52' 57" OL | 6321  | Meer afbeeldingen |
| Huis met latere gevel onder klokvormige top met rollagen                                                                              | Gebouw                   | waarschijnlijk 17e eeuw (kern) |            | Westerstraat 191ABC | 52° 22' 40" NB, 4° 52' 52" OL | 6322  | Meer afbeeldingen |
| Filantropische woningbouw voor arbeiders, in opdracht van Henrick S. van Lennep, later ondergebracht in Bouwmaatschappij Concordia NV | Gebouw                   | ca. 1863                       | P.J. Hamer | Westerstraat 215    | 52° 22' 40" NB, 4° 52' 52" OL | 6323  | Meer afbeeldingen |
| Huis, vanwege de zandstenen onderdelen van de gevelhals                                                                               | Gebouw                   | tweede kwart 18e eeuw          |            | Westerstraat 2      | 52° 22' 45" NB, 4° 53' 10" OL | 6324  | Meer afbeeldingen |
| Huis met 18e-eeuwse gevel waarvan de oorspronkelijke lijst door een rechte 19e-eeuwse met bovenstaande dakkapel is vervangen          | Gebouw                   | 18e/19e eeuw                   |            | Westerstraat 4      | 52° 22' 45" NB, 4° 53' 10" OL | 6325  | Meer afbeeldingen |
| Huis met gevel onder in het midden cirkelvormig verhoogde lijst                                                                       | Gebouw                   | eerste helft 18e eeuw          |            | Westerstraat 6      | 52° 22' 45" NB, 4° 53' 9" OL  | 6326  | Meer afbeeldingen |
| Huis waarvan de latere halsgevel tot een klokgevel onder rollagen en met houten fronton is gewijzigd                                  | Gebouw                   | 17e eeuw (kern)                |            | Westerstraat 16     | 52° 22' 44" NB, 4° 53' 9" OL  | 6327  | Meer afbeeldingen |
| Huis met gevel op houten pui met geblokte stijlen en onder klokvormige top met rollagen                                               | Werk-woonhuis            | 17e eeuw (kern)                |            | Westerstraat 18     | 52° 22' 44" NB, 4° 53' 8" OL  | 6328  | Meer afbeeldingen |
| Pand met trapgevel | Gebouw                   | 1642                           |            | Westerstraat 54     | 52° 22' 44" NB, 4° 53' 4" OL  | 6330  | Meer afbeeldingen |
| Huis, vanwege de zandstenen onderdelen van de gevelhals                                                                               | Gebouw                   | eerste kwart 18e eeuw          |            | Westerstraat 84     | 52° 22' 43" NB, 4° 53' 3" OL  | 6332  | Meer afbeeldingen |
| Pand met brede gevel, voorzien van doorlopende pilasters een latere punttop waarop liggende leeuw en vensteromlijstingen              | Gebouw                   | 17e/18e eeuw                   |            | Westerstraat 100    | 52° 22' 43" NB, 4° 53' 1" OL  | 6333  | Meer afbeeldingen |
| Hoekhuis met klokgevel | Gebouw                   | tweede of derde kwart 18e eeuw |            | Westerstraat 120    | 52° 22' 43" NB, 4° 52' 59" OL | 38594 | Meer afbeeldingen |
| Pand met gevel onder klokvormige top met rollagen                                                                                     | Gebouw                   | 18e/19e eeuw                   |            | Westerstraat 128ABC | 52° 22' 42" NB, 4° 52' 58" OL | 6334  | Meer afbeeldingen |
| Pand met halsgevel met rijk gebeeldhouwde vleugelstukken                                                                              | Gebouw                   | 1725                           |            | Westerstraat 130    | 52° 22' 42" NB, 4° 52' 58" OL | 6335  | Meer afbeeldingen |
| Huis, vanwege de zandstenen onderdelen van de gevelhals                                                                               | Gebouw                   | tweede kwart 18e eeuw          |            | Westerstraat 138    | 52° 22' 42" NB, 4° 52' 57" OL | 6336  | Meer afbeeldingen |
| Pand met halsgevel | Gebouw                   | 1738                           |            | Westerstraat 166    | 52° 22' 42" NB, 4° 52' 56" OL | 6337  | Meer afbeeldingen |
| Pand met klokgevel | Gebouw                   | ca. 1750                       |            | Westerstraat 178    | 52° 22' 42" NB, 4° 52' 55" OL | 6338  | Meer afbeeldingen |
| Pakhuis met puntgevel | Gebouw                   | 17e eeuw                       |            | Westerstraat 182    | 52° 22' 42" NB, 4° 52' 54" OL | 6339  | Meer afbeeldingen |
| Huis met incomplete halsgevel | Gebouw                   | eerste kwart 18e eeuw          |            | Westerstraat 266    | 52° 22' 40" NB, 4° 52' 47" OL | 6340  | Meer afbeeldingen |
| Huis onder dwars dak en met zeer gesloten gevel                                                                                       | Gebouw                   | 18e eeuw                       |            | Westerstraat 268    | 52° 22' 40" NB, 4° 52' 47" OL | 6341  | Meer afbeeldingen |